# Сборная Каймановых островов по футболу
Сборная Каймановых островов по футболу (англ. Cayman Islands national football team) — национальная футбольная команда Каймановых островов. Сборная управляется Футбольной ассоциацией Каймановых островов. Сборная является членом ФИФА и КОНКАКАФ. Сборная никогда не участвовала в финальных стадиях чемпионата мира и Золотого кубка КОНКАКАФ. Наивысшую позицию в рейтинге ФИФА, 127-е место, команда достигла в ноябре 1995 года.

## Чемпионаты мира
- 1930 — 1994 — не участвовала
- 1998 — 2026 — не прошла квалификацию

## Золотой кубок КОНКАКАФ
- 1991 — не прошла квалификацию
- 1993 — не прошла квалификацию
- 1996 — не прошла квалификацию
- 1998 — отказалась от участия
- 2000 — 2011 — не прошла квалификацию
- 2013 — отказалась от участия
- 2015 — отказалась от участия
- 2017 — отказалась от участия
- 2019 — не прошла квалификацию